# Binghamton
Binghamton er en by i den amerikanske delstat New York med et areal på 29 km2
og en befolkning på cirka 47.969 (2020) indbyggere. Byen ligger cirka 90 km syd for Syracuse cirka 10 km nord for grænsen til delstaten Pennsylvania. Afstanden til New York City er 222 km eller 286 km med bil.
Binghamton er amtshovedstad i Broome County. 
Vigtige virksomheder i byen er IBM, Lockheed Martin, BAE Systems og L-3 Communications – alle indenfor højteknologisektoren. 
State University of New York har en campus i Binghamton; den opererer relativt selvstændigt og er bedst kendt under navnet Binghamton University.
Greater Binghamton Airport betjener byen.

## Kendte personer fra Binghamton
- Robert Jager, komponist, musikpædagog og dirigent
- Jack Sharkey, bokser – verdensmester i sværvægt
- Douglas Harry Wheelock, astronaut
- Bridget Moynahan, skuespillerinde